# Otto Zucker
Otto Zucker (3. říjen 1892 Praha – 29. září 1944 koncentrační tábor Auschwitz-Birkenau) byl pražský, německy hovořící architekt. Během německé okupace Čech a Moravy byl internován v terezínském ghettu, kde byl funkcionářem samosprávy.

## Život

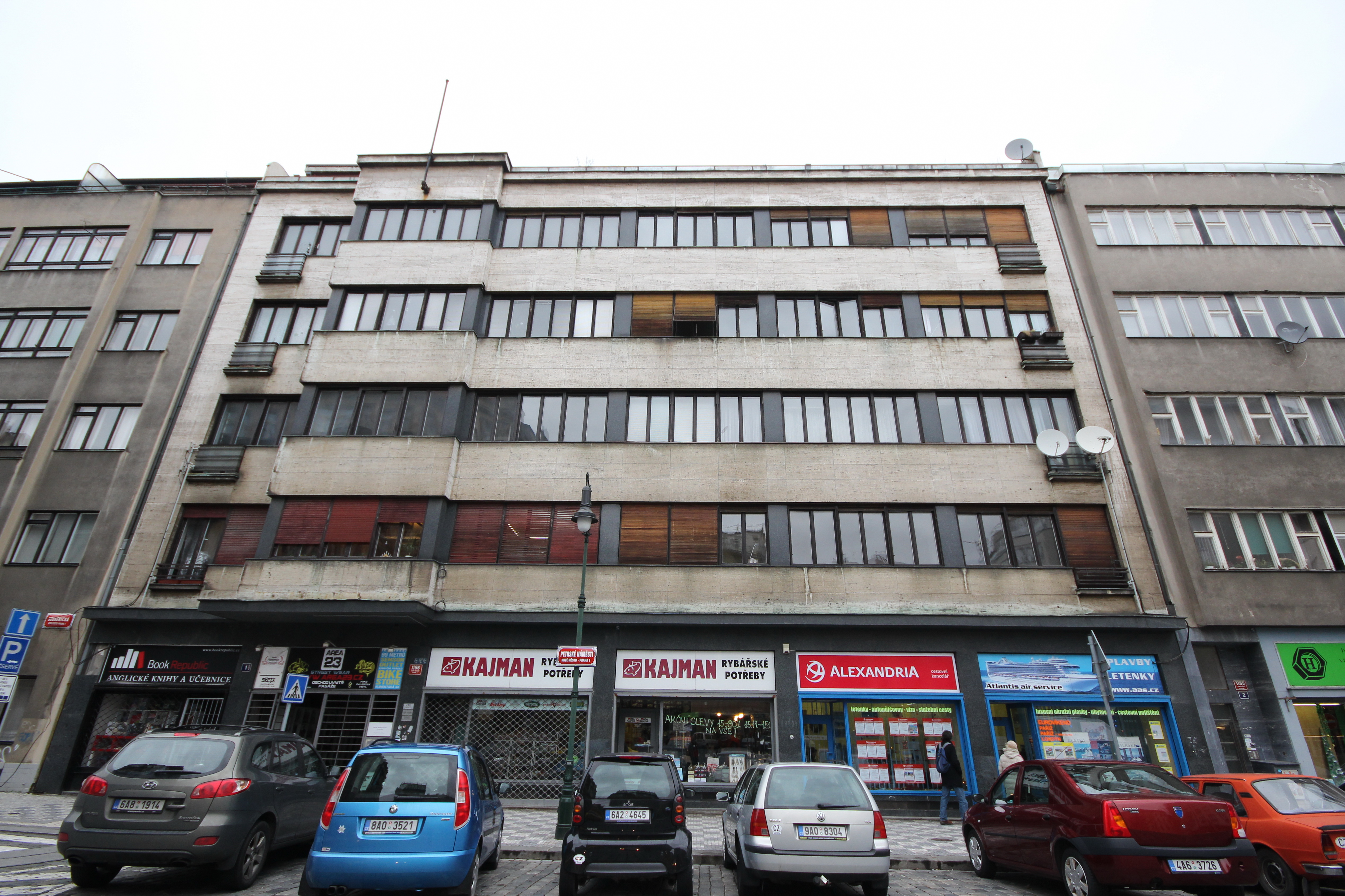
Nájemní dům, Praha 1-Nové Město, Petrské náměstí 1

Vystudoval Německou vysokou školu technickou v Praze. Ve třicátých letech postavil v Praze několik činžovních domů.
V roce 1941 byl jako jeden z prvních deportován do Terezínského ghetta. Zde se stal členem rady starších. Jako amatérský houslista se účastnil i hudebního života v Magdeburských kasárnách.  V září 1944 byl dále deportován do koncentračního tábora Auschwitz-Birkenau, kde zahynul.

## Dílo
- 1935 Nájemní dům, č. p. 525, Praha 7-Holešovice, Františka Křížka 18
- 1937–1938 Nájemní dům, č. p. 1894, Praha 1-Nové Město, Na Poříčí 46, spoluautoři: Julius Landsmann a Martin Reiner (architekt)
- 1938–1941 Nájemní dům, č. p. 1186, Praha 1-Nové Město, Peterské náměstí 1. Dům stojí na místě renesančního domu U Čapků, jež byl v roce 1935 parcelačním plánem určen ke zboření. V roce 1936 navrhl na jeho místě novostavbu architekt Kurt Spielmann. K demolici původního domu došlo až v roce 1938. Dne 2. listopadu 1938 bylo vydáno stavební povolení na stavbu nového domu podle Zuckerova projektu. Dům byl zkolaudován 13. září 1941.[5]

### Nerealizované návrhy
- 1938 Nájemní dům č. p. 1868, Praha 1-Nové Město, Sokolská 20 – Zucker je autorem původního projektu domu. Realizován byl změněný projekt od Františka Loudy.[6]